# Leucopis aphidiperda
Leucopis aphidiperda är en tvåvingeart som beskrevs av Camillo Rondani 1847. Leucopis aphidiperda ingår i släktet Leucopis och familjen markflugor. Inga underarter finns listade i Catalogue of Life.